# Reformierte Kirche Seon

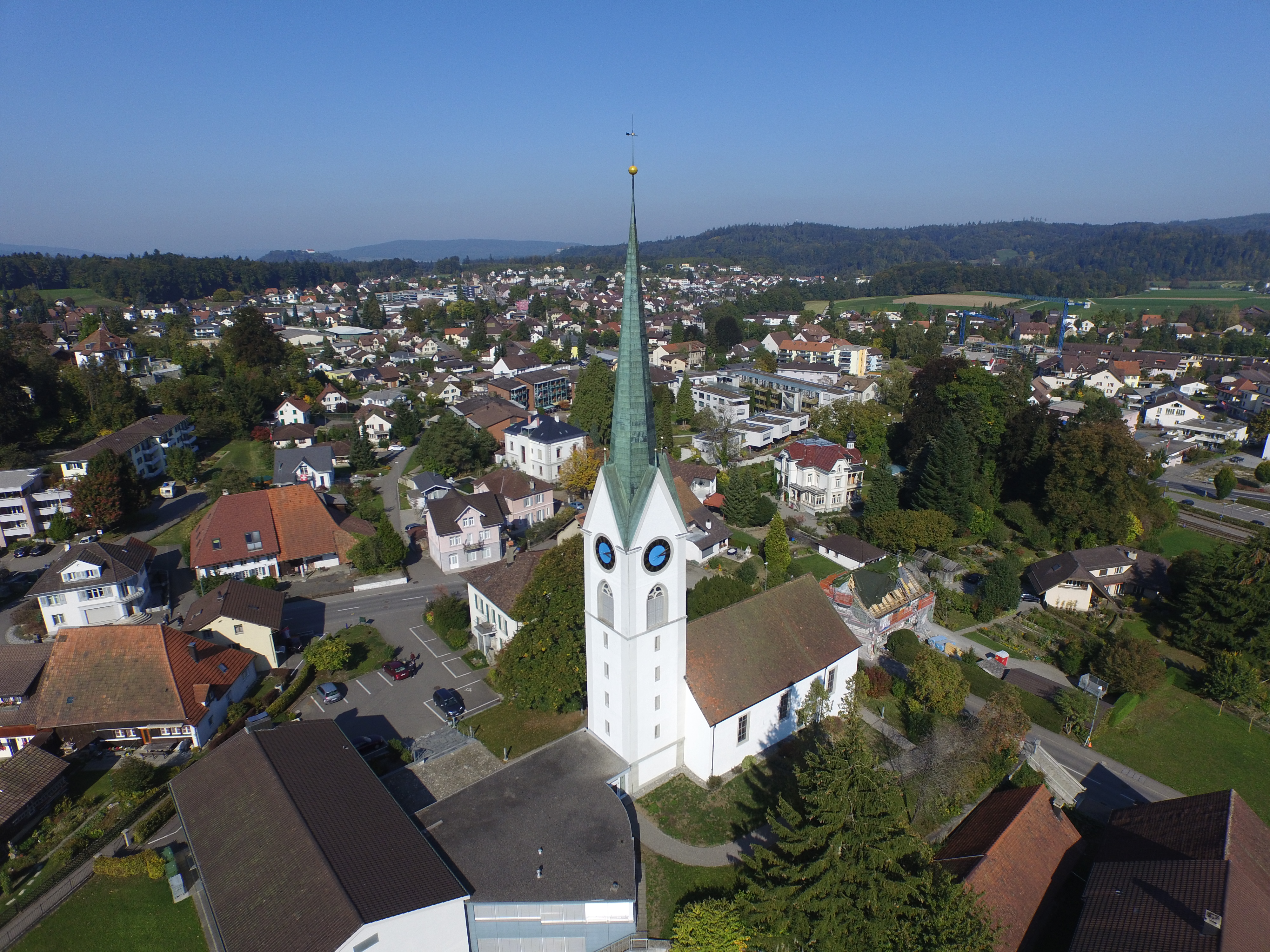
Reformierte Kirche von Seon

Die reformierte Kirche Seon  ist die Dorfkirche der aargauischen Gemeinde Seon in der Schweiz.

## Geschichte
Die Kirche, die dem heiligen Martin geweiht war, wurde erstmals im Jahre 1408 urkundlich erwähnt. Dreihundert Jahre später wurde die Kirche umgebaut und erweitert und erhielt damals ihre heutige Gestalt. Der Kirchturm mit Käsbissen wurde bei einer Renovation 1821/1822 erhöht, hatte aber auch danach nur in etwa die Höhe des Dachfirsts der Kirche. Der Turm, der an der Südseite der Kirche angebaut war, wurde schliesslich 1856 abgebrochen und an der Westseite des Kirchenschiffes wurde ein neuer Turm errichtet. 1899 wurde der ursprüngliche Zwiebelhelm durch einen Spitzhelm ersetzt.

## Ausstattung

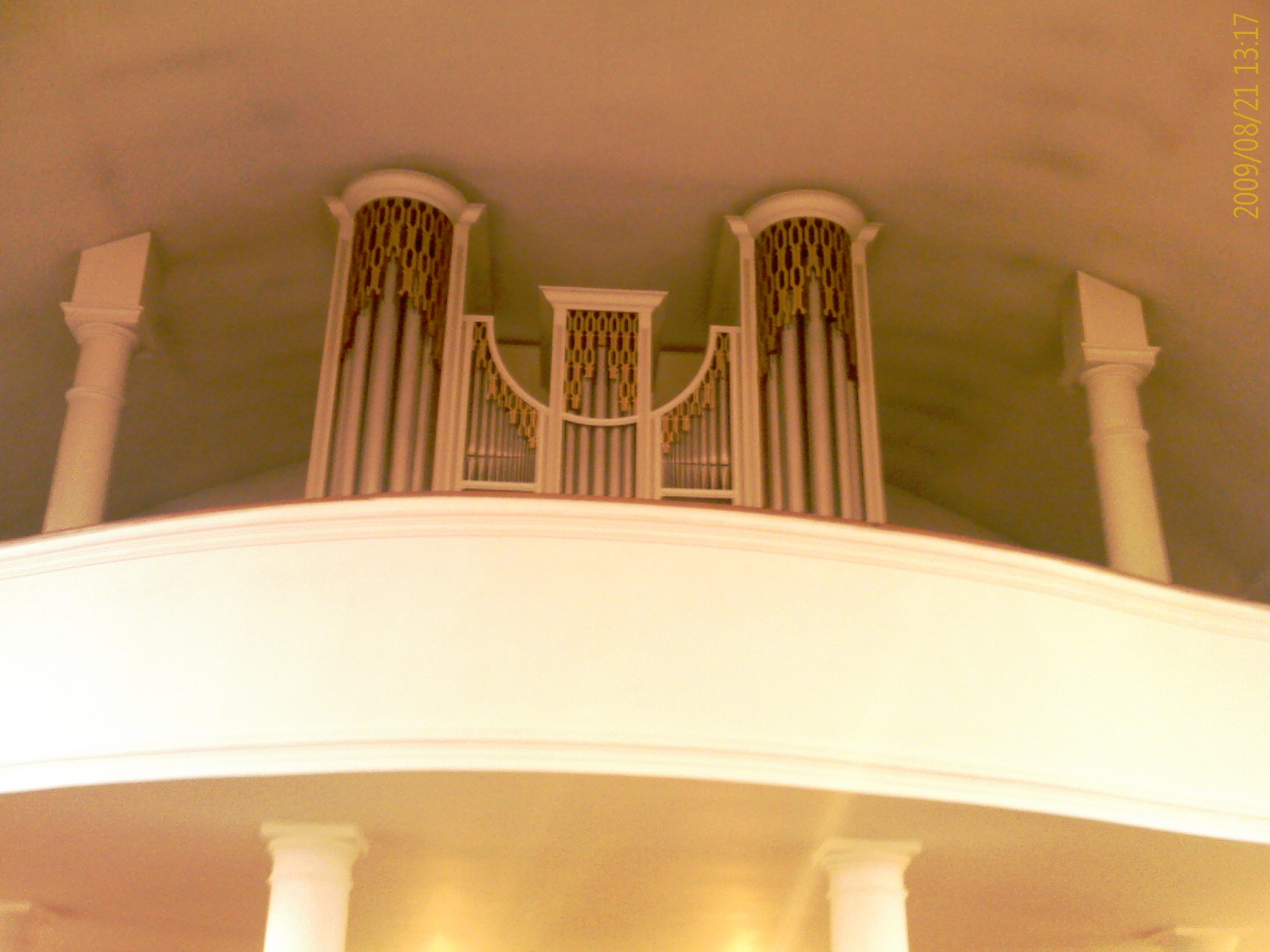
Die Orgel

Der Taufstein stammt aus dem Vorgängerbau der Kirche, ist aus Muschelkalk gefertigt und stammt vermutlich aus der Mitte des 15. Jahrhunderts.
Orgel
Eine vorhandene Orgel von 1876 wurde 1974 durch einen  Neubau der Manufacture d’Orgues Muhleisen ersetzt. Sie hatte 27 Register auf zwei Manualen und Pedal. 2001 wurde die Disposition leicht verändert und durch ein Trompetenregister im Hauptwerk ergänzt.
Glocken
Das fünfstimmige Glockengeläut aus der Giesserei H. Rüetschi besteht aus vier Glocken von 1856 und einer Ergänzung durch die zweitkleinste mit dem Schlagton h′ aus dem Jahr 1969.
| Glocke    | 1       | 2    | 3  | 4      | 5  |
| --------- | ------- | ---- | -- | ------ | -- |
| Gewicht   | 1967 kg |      |    | 351 kg |    |
| Schlagton | d′      | fis′ | a′ | h′     | d″ |

## Nachweise
1. ↑  Orgelverzeichnis Schweiz und Liechtenstein: Orgelprofil Ref. Kirche Seon AG
2. ↑  SRF – Glocken der Heimat: Seon, reformierte Kirche

Koordinaten: 47° 20′ 46,4″ N, 8° 9′ 24,7″ O; CH1903: 654274 / 244177